# Unité urbaine de Bellac
L'unité urbaine de Bellac est une agglomération française centrée sur la commune de Bellac, dans la Haute-Vienne. Composée de 2 communes, elle comptait 5 214 habitants en 2014.

## Composition selon la délimitation de 2010
L'unité urbaine de Bellac est composée des deux communes suivantes :
| Nom              | Code Insee | Statut | Superficie (km2) | Population (dernière pop. légale) | Densité (hab./km2) |
| ---------------- | ---------- | ------ | ---------------- | --------------------------------- | ------------------ |
| Bellac           | 87011      |        | 24,42            | 4 117 (2014)                      | 169                |
| Peyrat-de-Bellac | 87116      |        | 31,20            | 1 097 (2014)                      | 35                 |

## Évolution démographique
| 1968  | 1975  | 1982  | 1990  | 1999  | 2009  | 2014  |
| ----- | ----- | ----- | ----- | ----- | ----- | ----- |
| 6 304 | 6 392 | 6 167 | 6 061 | 5 680 | 5 483 | 5 214 |

## Pour approfondir